# Hardwick (Lincolnshire)
Hardwick – osada i civil parish w Anglii, w hrabstwie Lincolnshire, w dystrykcie West Lindsey. W 2001 roku civil parish liczyła 44 mieszkańców. Hardwick jest wspomniana w Domesday Book (1086) jako Harduic.